# 童坊镇
童坊镇是中国福建省龙岩市长汀县下辖的一个镇。

## 概述
童坊镇位于县境东部，东邻连城县，南接南山镇,西连新桥镇，北邻馆前镇，境内有两条公路通过，一是汀连公路（长汀至连城），东西横穿八个行政村，东接连城205国道，西与新桥境内省道洋万线相连；二是南馆公路（南山至馆前），南北纵穿13个行政村，南与319国道相接，北与省道福三线相通，两条公路与童坊镇集镇成十字交会，使集镇成为交通枢纽。全镇有24个行政村，227个村民小组，6801户，28420人，镇区域面积245平方公里，属长汀五大乡镇之一。 

## 名人
童小鹏（1914—2007），福建省长汀童坊镇人，1914年9月20日出生，2007年7月18日逝世。1930年6月参加红军并入党，在红四军、红一军团政治部、政治保卫局任秘书。 

## 行政区划
童坊镇共辖24个行政村，分别是：
赖屋村、青潭村、童坊村、胡岭村、长坝村、长春村、黄坊村、禾生村、新畲村、林田村、横坑村、拔哩村、举林村、举河村、马罗村、肖岭村、双桥村、下坑村、大埔村、刘陈村、彭坊村、红明村、龙坊村、葛坪村。